# Robackia parallela
Robackia parallela är en tvåvingeart som beskrevs av Yan och Wang 2006. Robackia parallela ingår i släktet Robackia och familjen fjädermyggor. Inga underarter finns listade i Catalogue of Life.